# Enriqueta Pons i Brun
Enriqueta Pons i Brun (Girona, 1947) és una arqueòloga i prehistoriadora catalana, conservadora del Museu d'Arqueologia de Catalunya a Girona des del 1979 fins al 2012.
Es formà, sota el mestratge de Joan Maluquer de Motes i Nicolau, Pere de Palol i Salellas i Miquel Tarradelli Mateu, a la Universitat de Barcelona, on es doctorà l'any 1982. És investigadora a la seu de Girona del Museu d'Arqueologia de Catalunya. Ha desenvolupat una intensa activitat de recerca, centrada en l'estudi del bronze final, primera edat del ferro i període ibèric a la Catalunya nord-oriental, on ha dirigit nombroses excavacions (Puig Castellet de Lloret de Mar, la Fonollera de Torroella de Montgrí, Mas Castellar de Pontós, entre d'altres). Entre les seves nombroses publicacions cal destacar La Fonollera: 1ª y 2ª campañas de excavación, 1975-1976 (1977), El recinte fortificat ibèric de Puig Castellet, Lloret de Mar (Excavacions de 1975-1980) (1981, en col·laboració), L'Empordà de l'Edat del Bronze a l'Edat del Ferro (1100-600 aC) (1984), Pobles de muntanya, pobles d'aigua al Pirineu oriental (1100-650 aC) (2000) i Mas Castellar de Pontós (Alt Empordà). Un complex arqueològic d'època ibèrica (Excavacions 1990-1998) (2002, en col·laboració).